# Herman Miller
Herman Miller, Inc (Ѓерман М́іллер) — американський виробник меблів, розташований в окрузі Оттава, штат Мічиган.

## Історія
Компанія розпочала діяльність з виробництва спальних меблів у 1905 році під назвою Star Furniture Company. Дірк Ян де Прі та його тесть Герман Міллер купили 51 % акцій компанії в 1923 році і перейменували компанію в Herman Miller Furniture Company.
До 1930 року компанія виробляла тільки традиційні дерев'яні меблі. З приходом Великої депресії Herman Miller Furniture Company була змушена досліджувати нові продукти, щоб вижити на ринку, і неохоче найняла Джилбера Роде, дизайнера, який спеціалізувався на модерністських проектах. Роде змінив напрямок компанії, і в 1933 році Herman Miller дебютував з лінією надсучасних меблів на виставці «The Century of Progress» у Чикаго, штат Іллінойс. Під керівництвом Роде компанія налагодила виробництво лінійки офісних меблів Modular Executive Office (EOG).
Роде помер у 1944 році і був заміщений архітектором Джорджем Нельсоном, який приєднався до фірми як директор з дизайну в 1945 році. Разом з Нельсоном до Herman Miller приєднуються Чарльз і Рей Еймс, Ісамі Ногучі, Роберт Пропст та Олександр Жирард.
Починаючи з кінця 1940-х років, за час керівництва Нельсона, Herman Miller випустив деякі з найбільш знакових зразків сучасних меблів у світі, включаючи столик Noguchi Table, крісло Eames Lounge, «зефіровий» диван Marshmallow sofa, «кульковий» годинник Ball Clock (насправді виготовлений компанією Clock Company Howard Miller); і диван Sling sofa.
Вплив Джорджа Нельсона на Herman Miller Inc. поступово знижувався протягом 1970-х років, коли до компанії приєдналися нові дизайнери, включаючи Дона Чедвіка та Білла Стампфа, які спільно розробляли стілець Equa, і в 1990-х роках створили дуже успішне крісло Aeron, що стало знаковим для Herman Miller.
У 1981 році Herman Miller Inc. почав працювати з італійським дизайнером Кліно Т. Кастеллі у сфері проектування фізичних середовищ: так званої Design Primario, в тому числі дизайну CMF Design і Ethospace design.
Для Herman Miller Inc., пара Чарльз і Рей Імзи розробила значну кількість житлових і офісних меблів, що сьогодні вважається «класикою промислового дизайну».
Художник Стівен Фрикхольм також відомий своїми внесками до Herman Miller. З 1970 по 1989 рік Фрикхольм випустив серію рекламних плакатів для щорічних літніх пікніків Herman Miller, деякі з яких знаходяться в постійних колекціях Музею сучасного мистецтва та залишаються надзвичайно популярними серед художників.
Дірк Ян де Прі продовжував служити генеральним директором Herman Miller Inc. до 1961 року, коли через змушений був залишити пост. Його замінив син Х'ю Де Прі. Х'ю працював генеральним директором компанії до середини 1980-х років, коли замість нього до справи взявся брат Макс де Прі, котрий займав посаду до 1990 року. З 2004 року генеральний директор Брайан Волкер (Brian C. Walker).
Згідно нефінансового Звіту про сталий розвиток 2006 року [Архівовано 16 листопада 2017 у Wayback Machine.], Herman Miller Inc. дотримується міжнародного стандарту зі звітності у сфері сталого розвитку GRI (Global Reporting Initiative): компанія долучена до зелених практик у виробництві, включаючи використання більш безпечних хімічних речовин, зберігання дерев та корпоративного збереження навколишнього середовища.

## Відомі продукти

### Крісла, стільці та дивани

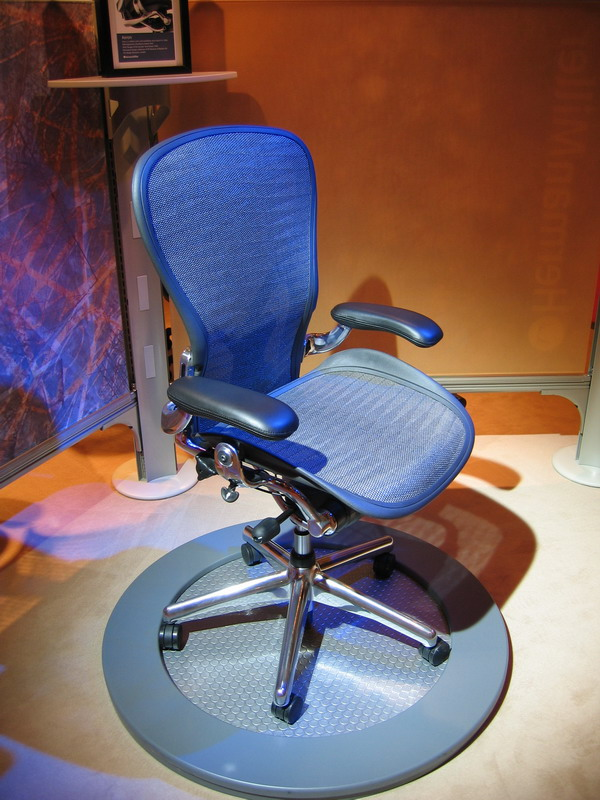
Herman Miller Aeron

- Ergon 3 (1995) — розроблений Біллом Стампфом
- Equa 2 (1984) — розроблений Біллом Стампфом і Дон Чедвіком
- Aeron Chair (1994) — розроблене Біллом Стампфом та Доном Чадвіком
- Стільці групи Eames Aluminum (1958) — розроблені Чарльзом і Рей Імзами
- Eames Lounge Chair and Ottoman (1956) — розроблені Чарльзом і Рей Імзами
- Eames Lounge Chair Wood (1946) — розроблений Чарльзом і Рей Імзами
- Marshmallow sofa (1954) — диван розроблений Ірвінгом Гарпером
- Celle (2005) — розроблений Джером Карузо
- Embody (2008) — розроблений Біллом Стампфом та Джефом Вебером
- Setu (2009) — розроблена Студією 7.5
- Sayl (2010) — розроблений Ів Бехаром
- Mirra 2 (2013) — розроблений Студією 7.5
- Remastered Aeron (2016 р.) — оновлений Aeron Chair
- Cosm Chair (2018 р.) — розроблений Студією 7.5
- Lino Chair — дизайн Сема Гехта та Кіма Коліна
- Verus Chair — офісне крісло

### Столи
- Noguchi table (1948) — розроблений Ісаму Ногучі